# Guanayén
Guanayén, también conocido como San Francisco de Cara es una población de Venezuela, que forma parte del municipio Urdaneta del estado Aragua. Se encuentra entre las poblaciones Camatagua y Barbacoas, siguiendo la carretera nacional.
Se caracteriza por su gente muy hospitalaria, su tierra fértil y por tener una particular historia acerca del origen de sus pobladores. 

## Historia
Según el relato de los pobladores más antiguos, para los años 1900 Guanayén era una hacienda que tenía una extensión de 14 000 ha, pero que se hicieron arreglos con los vecinos (caseríos), de la Carilla, Pele Lojo y quedaron 12 800 ha aproximadamente, su dueño para ese entonces fue Luís Angelino Manso, quien luego vendió a Nocio Esteime.
Era una hacienda a la cual empezaron a habitar algunos campesinos que venían de otras lugares, en busca de mejores y más fértiles tierras para formar allí sus familias, fue así como se le empezó a llamar Asentamiento Campesino Guanayén.
El Instituto Agrario Nacional (IAN) despropió 1400 hectáreas para la reubicación del pueblo de San Francisco de Cara, el cual tenía que ser trasladado a otro sitio debido a que allí se construiría la embalse de Camatagua
La historia relata la unión de estas dos comunidades aragüeñas, que surge como consecuencia de la construcción del embalse de Camatagua por el año 1967, debido a que en el área donde se construiría la presa se encontraba ubicada la comunidad de San Francisco de Cara. Por esto, las autoridades elaboran un plan para reubicar a los pobladores y deciden trasladarlos un poco más al sur, en los terremos de Guanayén expropiados por el IAN.